# Sant'Antimo
Sant'Antimo är en ort och kommun i storstadsregionen Neapel, innan 2015 provinsen Neapel, i regionen Kampanien i Italien. Kommunen hade 33 892 invånare (2017).